# Барабан

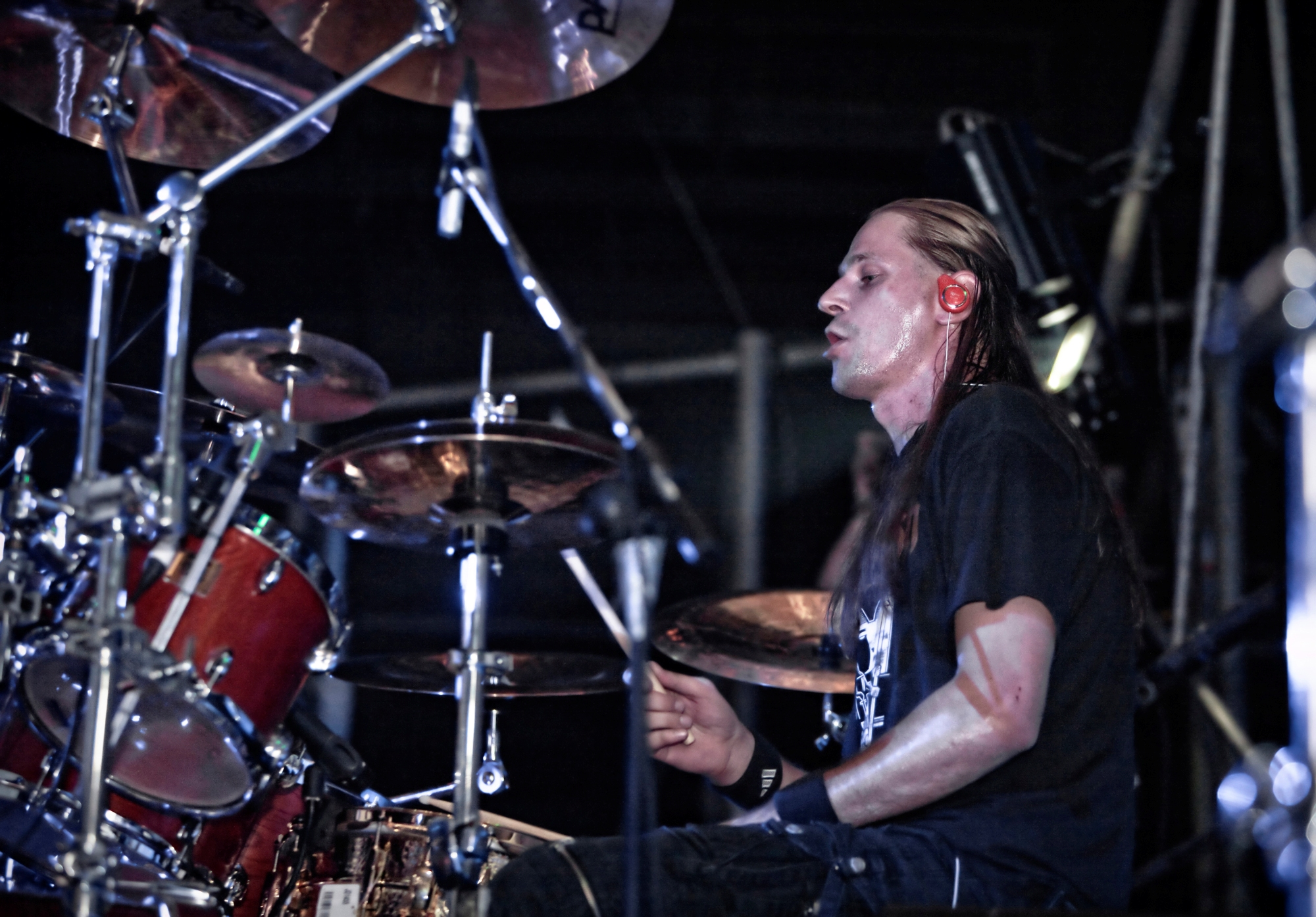
Сучасна барабанна установка

Бараба́н, розм. діал. тараба́н — загальна назва для ряду ударних музичних інструментів групи мембрафонів, що складається зі шкіри (пергаменту, пластику, нейлону), натягнутої на резонатор. На барабані грають барабанними паличками або руками. Також барабан це інструмент, який був створений заради відтворення звуку биття серця.

## Історія
Найдавніший відомий ударний інструмент походить з території України. Він знайдений на палеолітичній стоянці біля села Межиріч Канівського району Черкаської області і датується 13 тисячоліттям до н. е. Це прикрашений візерунками череп мамута, що, поряд з іншими музичними інструментами, знайдений в одному з жител мисливців того часу.
Перші відомості про існування типовіших барабанів відносяться до древнього Шумеру бл. 3000 років до н. е.; про тривалу історію розвитку інструмента свідчить і велику розмаїтість його видів у наші дні. В Азії поширені барабани найрізноманітніших розмірів і видів: від наповнених зернами барабанів-брязкалець Стародавнього Китаю до сучасного японського барабана цудзуми у формі пісочного годинника. В Індії гра на барабані — особливе мистецтво, що базується на комплексі дуже складних ритмічних фігур; тут застосовуються барабани бочкоподібної форми. У Бірмі набір з декількох барабанів (більше двох десятків), підібраних по висоті звучання, іноді підвішується на спеціальній кільцевій установці.
У Японії була знайдена глиняна фігура барабанщика з тайко, яка датується VI—VII століттями. Ці барабани використовували на полі бою, щоб налякати, приголомшити супротивника: один солдат ніс барабан на спині, а двоє в нього били. У вирішальній битві між Ци і Лу в 684 році до н. е.. барабани надихнули солдатів і переломили хід бою.
У сучасну Європу барабани потрапили із Близького Сходу. Прототип малого (військового) барабана був запозичений в арабів в Іспанії й Палестині; спочатку народний інструмент, в 14 ст. він став музичним символом піхотних частин. Великий барабан, що одержав назву «турецького», разом з мідними тарілками й деякими іншими інструментами, що входять до складу духового оркестру, принесені в Європу Османською армією в 18 ст.. Більше двох сторіч малий барабан і литаври використовують в оркестрах всіх типів, забезпечуючи відповідний інструментальний колорит і динамічну силу, а також розширюючи коло ритмічних й ударних ефектів.
В даний час продовжується як розвиток і удосконалення самого інструменту, так і пошуки нових технік виконання. У 1930—1932 роках був винайдений Rhythmicon — прототип сучасних драм-машин, що стали популярними в 1980-х. Драм-машини дозволяють відтворювати запрограмований заздалегідь звук і значно збільшили можливості аранжування. Однак, вони не змогли перевершити барабанщиків у виконанні музики.

## Різновиди барабанів
Найрозповсюдженішими різновидами барабанів є:
- Великий барабан — (турецький барабан) — двосторонній, рідше односторонній. На ньому грають масивним калаталом з м'яким наконечником; звук його — сильний, глухий і низький. Крім калатала, іноді використовують палички, кісточки і ін. Головне призначення великого барабана — одиночні удари (від pianissimo до подібного громовим розрядами fortissimo). Європейськими композиторами великий барабан спочатку застосовувався у військовому оркестрі; з початку XVIII століття — в оперному. Попередник великого — турецький барабан, що застосовувався в «яничарської музиці». Великий барабан часто використовують для її імітації.
- Бас-барабани — має розмір трохи менший, ніж великий (концертний) барабан — 20-22 (50-56 см). Входить в ударну установку, на ньому грають ногами за допомогою педалі.
- Маршові бас-барабани
- Малий барабан — найрозповсюдженіший різновид, часто слово «барабан» відсилає саме до цього різновиду інструменту. З двома мембранами, натягнутими на низький циліндр. Уздовж нижньої мембрани натягнуті струни (від 10 до 34 в залежності від застосування), які надають звуку сухий рокітливий, розкотисто-деренчливий відтінок. При відключенні струн спеціальним важелем цей характерний тріск зникає. Гра побудована на рудиментах: дріб, швидке тремоло. Грають на ньому двома дерев'яними паличками з потовщеннями на кінцях. Застосовуються також удари по ободу (рімшот), інші прийоми (наприклад, бласт-біт, gravity roll, характерні для екстремальних стилів музики, або обертання паличок в маршових оркестрах). Використовують набір малих барабанів різних розмірів, при грі — ставлять на підставки, в маршовому оркестрі — носять на ремені або спеціальній рамі на рівні пояса. В оперний і симфонічний оркестри малий барабан введений в XIX століття; часто використовують у військових сценах. Сьогодні — провідний інструмент ритмічної групи джазу.
- Том-том (не плутати з там-тамом, або гонгом) — циліндричний барабан без струн. Він походить від корінних американських або азійських народів і його використовували аборигени для військових, релігійних цілей. Виготовляли інструмент з порожнистих стовбурів дерев і шкури тварин. З початку XX століття том-том входить в ударну установку (від 2 до 4 і більше штук).
- Литаври — система (від двох до семи і більше) мідних котлів, на які натягнута мембрана. Мають певну висоту звучання, яка регулюється під час гри. Вони стали відомі в XV столітті, до складу оркестру увійшли пізніше. Крім оркестру, попередники литавр — накри використовували в кавалерії для управління строєм.
- В 1980 на ринку з'явилися електронні барабани, дуже чутливі до дотиків і можуть керуватися за допомогою комп'ютера.

### Барабани різних країн
Барабани були відомі у всіх країнах в усі часи. Народні барабани прості у виготовленні і не вимагають особливих навичок для гри, тому існують сотні різновидів. Фольклорна музика надзвичайно мелодійна і ритмічна, барабани — невід'ємна її частина.
У країнах Африки гра на барабанах — важлива частина більшості релігійних і світських церемоній. Гра на барабанах має давні культурні традиції. Крім того, барабани широко використовують для передачі повідомлень — наприклад, мова йоруба є тональною, для передачі простого послання може бути достатньо трьох різних тонів барабана і переходів між ними. Серед барабанів Африки — Ашик, кпанлого, джембе, бата і безліч інших.
У Латинську Америку барабани були привезені з Африки чорношкірими рабами, і з'явилися атабаке, куіка, Конга та інші. До барабанів, що пішли від європейських, можна віднести пандейру. У Південній і Центральній Америці також відомі барабани з цілісного шматка дерева, як тепонацтль. На Кубі були винайдені тімбалес.
На острові Балі та Індонезії народна музика представлена оркестром гамелан. У ньому використовують барабан генданг, також використовують паті в Самоа, лали в Фіджі.
Барабани Японії носять спільну назву тайко, вони поділяються на 2 великі групи: бе-Дайк (byou-daiko), у якого мембрана жорстко закріплена цвяхами без можливості налаштування, і Сіме-Дайк (shime-daiko), які можна налаштувати за допомогою шнурів або гвинтів. Ці барабани використовують в традиційній музиці гагаку з VII століття, а також буддистських і синтоїстських церемоніях.
У Китаї барабани, ймовірно, походять з Туркестанських і Тибетських інструментів. Серед них — баньґу, пайґу та інші.
До барабанів, які використовували в музиці Індії, належать табла і мріданга.
У Кавказькому регіоні ударні інструменти теж широко поширені. Під кількома назвами відомий вид бубна зі шкіри осетра з кільцями — даф (деф, Гаваї). У народній музиці Вірменії та Азербайджану використовують барабани дхол і різні різновиди нагар. У Туреччині з'явився і далі поширився під різними назвами (Думбек, тарабука, дарбук) барабан у формі кубка дарбука.

### Класифікація за формою барабана
Крім того, барабани можна класифікувати за формою:
- Рамкові
- У формі кубка
- Циліндричні
- казаноподібні
- У формі «пісочного годинника»
- У формі конуса

Форми барабанів
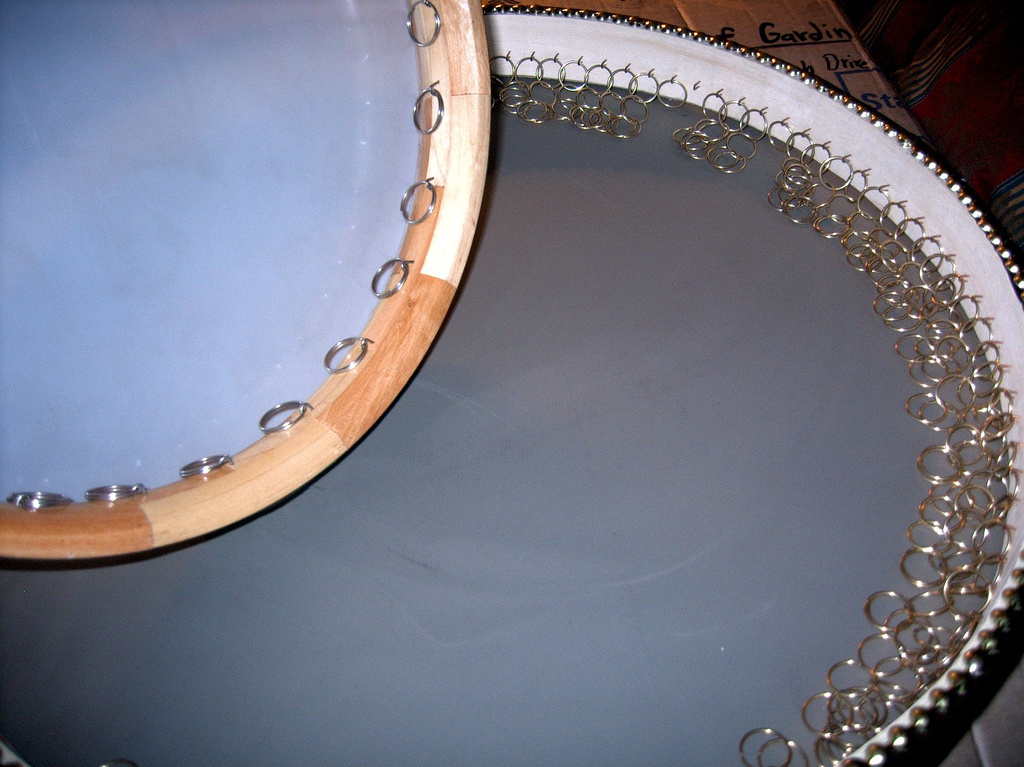
Даф є рамкою з натягнутою мембраною
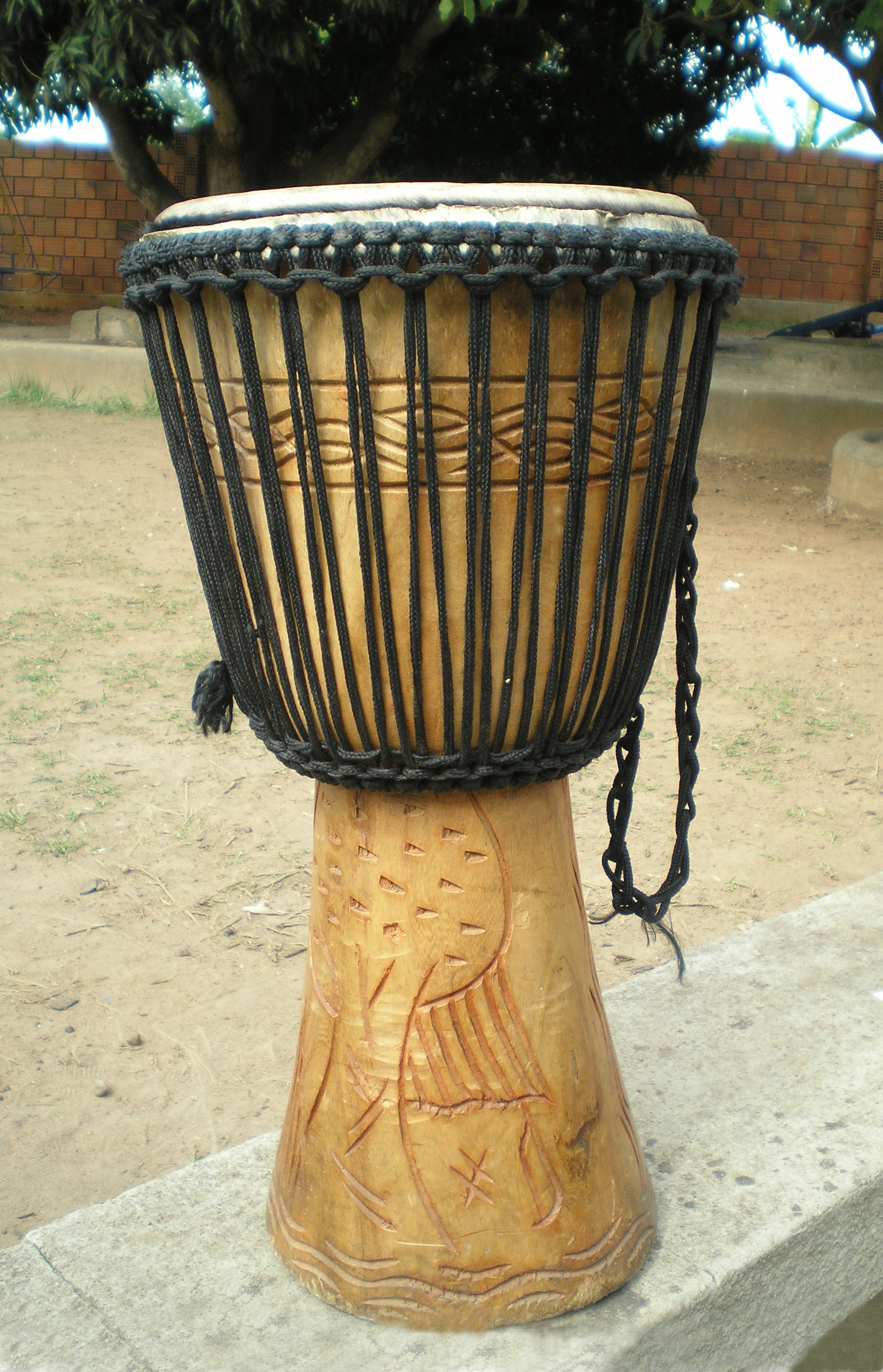
Барабан джембе у формі кубка
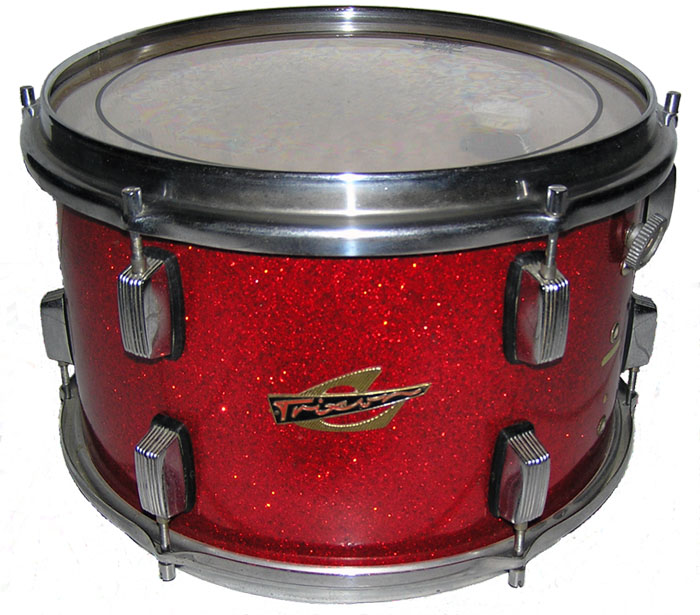
Том-том, циліндричний барабан
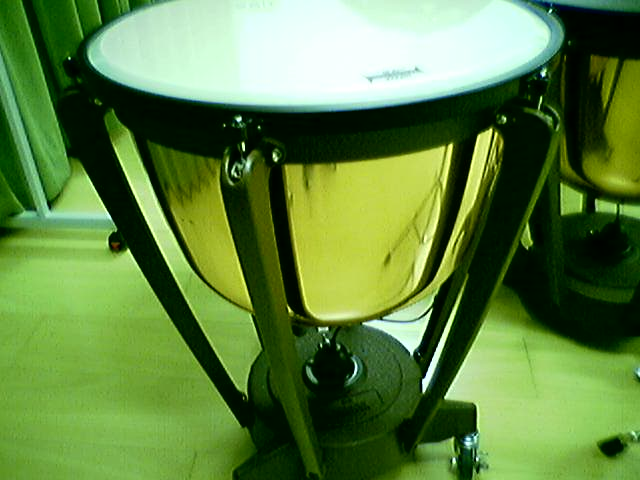
Литаври, корпус у формі котла
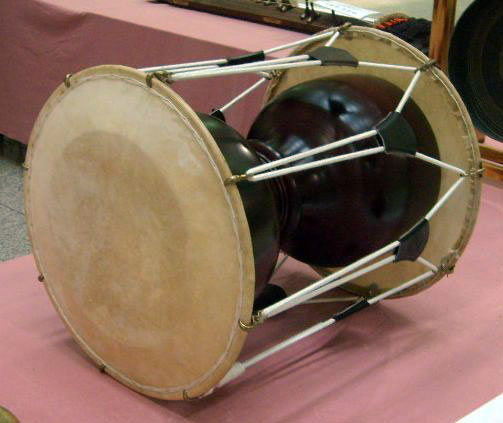
Барабан Чангу у формі пісочного годинника
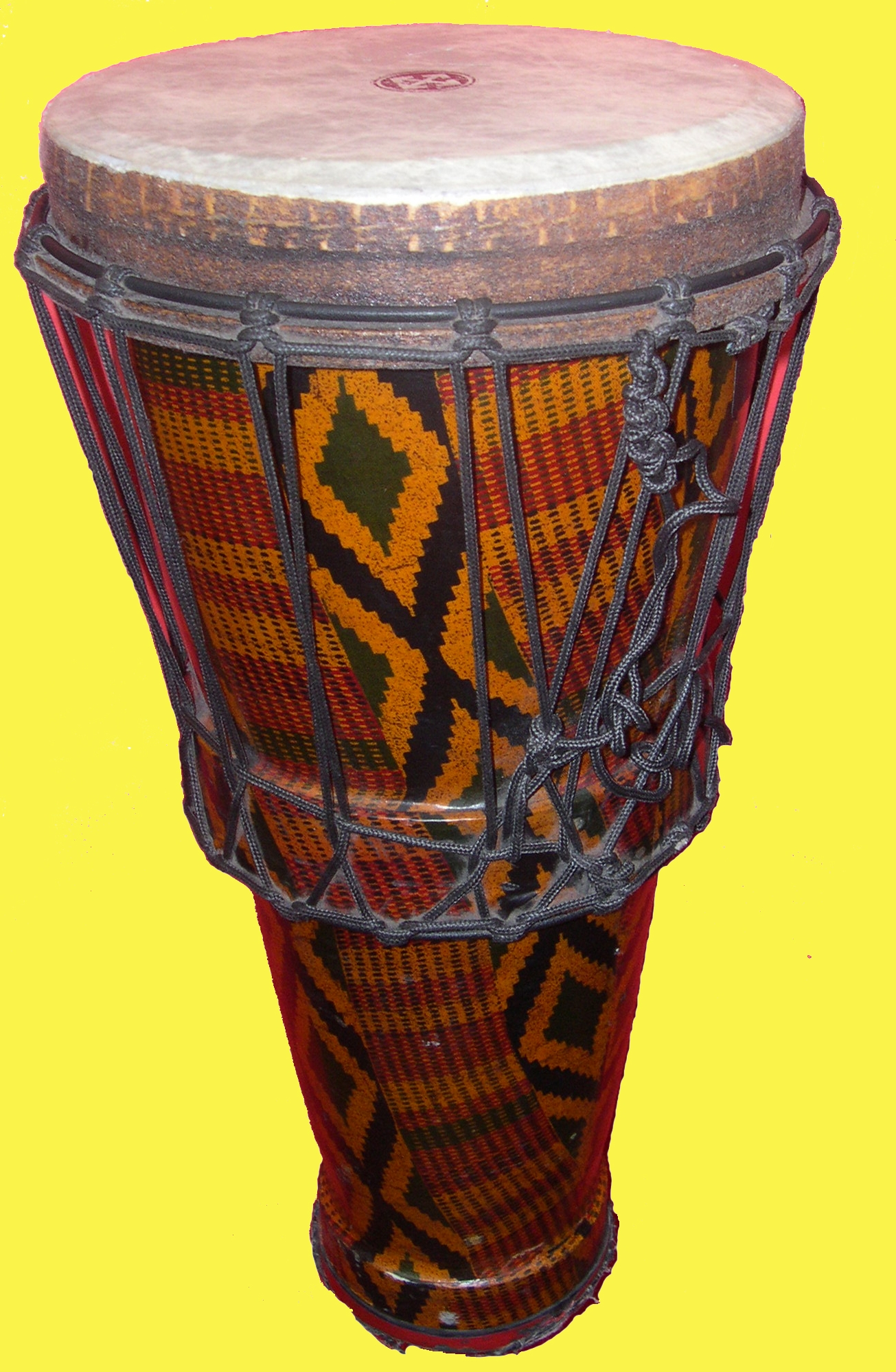
Ашик з конічним корпусом

### Звучання барабанів

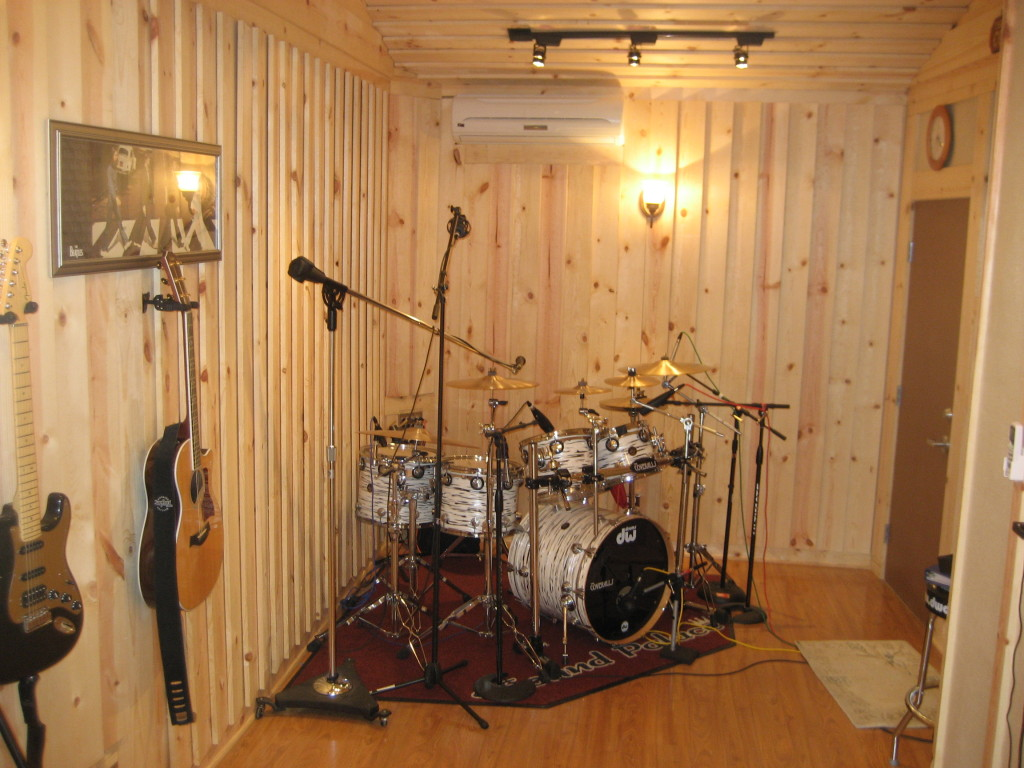
Барабани в репетиційній студії

| Аудіоприклади                   | Аудіоприклади      | Аудіоприклади                       | Аудіоприклади      |
| Опис                            | Аудіо (Ogg Vorbis) | Опис                                | Аудіо (Ogg Vorbis) |
| ------------------------------- | ------------------ | ----------------------------------- | ------------------ |
| Незаглушенний малий барабан     | 53 KBⓘ             | Заглушений малий барабан            | 37 KBⓘ             |
| Удар в обід                     | 46 KBⓘ             | Заглушений бас-барабан              | 54 KBⓘ             |
| Навісний том 8 дюймів           | 59 KBⓘ             | Навісний том 12 дюймів              | 41 KBⓘ             |
| Підлоговий том-те               | 39 KBⓘ             | Фрикційний барабан Куіка            | 75 KBⓘ             |
| Ритм на джембе                  | 430 KBⓘ            | Звучання африканського джун-Джуна   | 251 KBⓘ            |
| Типовий роковий біт з хай-хетом | 95 KBⓘ             | Типовий роковий біт з райд-тарілкою | 89 KBⓘ             |

## Виготовлення
Виготовленням барабанів займаються фірми різного рівня. Невеликі фірми з десятка людей пропонують ексклюзивні інструменти, зроблені вручну. Великі компанії, відомі в усьому світі, виробляють не тільки ударні, але й інші музичні інструменти.
Для виготовлення барабанів можуть використовувати різні види матеріалів: метал (сталь, бронза), бамбук, пластик. Переважна більшість барабанів зроблено з дерева: клен, береза, дуб, липа, ясен, червоне дерево, з цілісного шматка або склеєної в кілька шарів фанери. Деякі виробники комбінують декілька видів дерева для виготовлення одного резонатора, що дозволяє отримувати краще співвідношення ціна/якість. На звук барабана більшою мірою впливає щільність деревини і товщина стінок обичайки.
Крім матеріалу діжки, також значний вплив має якість і кут нарізки кромки, яка стикається з мембраною інструменту.
Після підготовки обичайки на неї кріплять фурнітуру — пристосування для кріплення і натягу мембрани. Замки для закрутки болтів, кріплення і отвори змінюють звучання в гіршу сторону, тому багато виробників пропонують різні варіанти системи кріплення (наприклад, RIMS), що зберігають цілісність діжки.
Виготовлення деяких барабанів і бубнів для релігійних цілей може супроводжуватися різними ритуалами ініціації, вкладанням «душі» в інструмент, і іншими подібними діями.

## Налаштування барабана

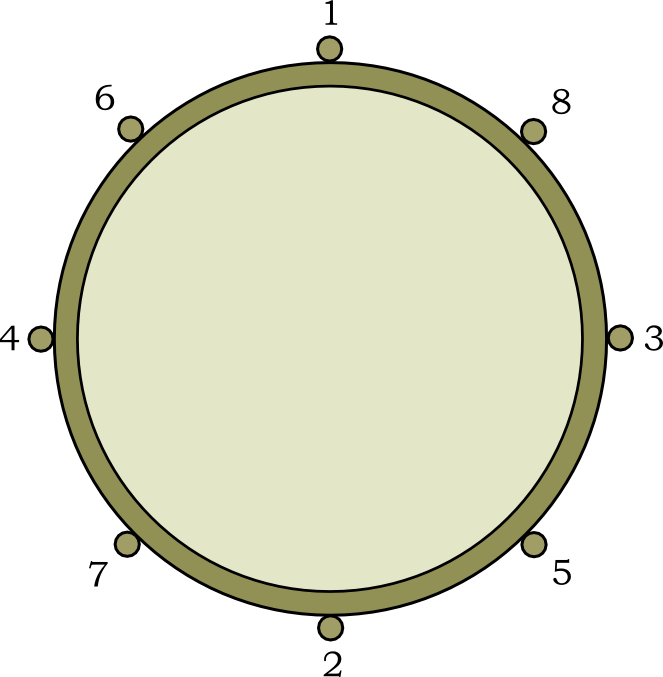
Порядок затягування болтів на 8-болтовому барабані (хрест-навхрест)

Налаштування барабана — складний процес, якому присвячено багато статей та настанов.
Барабани можуть бути розділені за звуковисотності на такі, що мають певну висоту звучання (литаври, рототом) і інструменти з невизначеною висотою звучання (малий барабан, том-том і т. д.). Налаштування стосується і тих, і інших інструментів.
Основною метою налаштування є позбавлення від зайвих обертонів. Барабан, який «в ладі з самим собою», рівномірно натягнутий, має чіткий звук, ясне, широке, відкрите звучання.
Дерек Йонгсма, ударник Bleeding Through, дає такі поради з налаштування:
| Налаштування — дуже важлива складова гри на барабанах, якою безліч музикантів нехтує. Якщо барабани належним чином не налаштовані, вони можуть видавати найогидніші звуки. Якщо барабани налаштовані неправильно, то вони будуть гудіти або гуркотіти. Якщо пластик на барабанах занадто ослаблений, їх звук може здаватися мертвим, але і занадто сильно натягнутий пластик може звучати по-справжньому погано. Оригінальний текст (англ.) Tuning is a very important part of drumming that a lot of players neglect. If drums are not properly tuned there can be all kinds of disgusting sounds. If drums are tuned unevenly they will buzz or rattle. If they are too loose they can sound dead, but too tight can sound really bad too! — Метал майстерклас від барабанщика Bleeding Through |

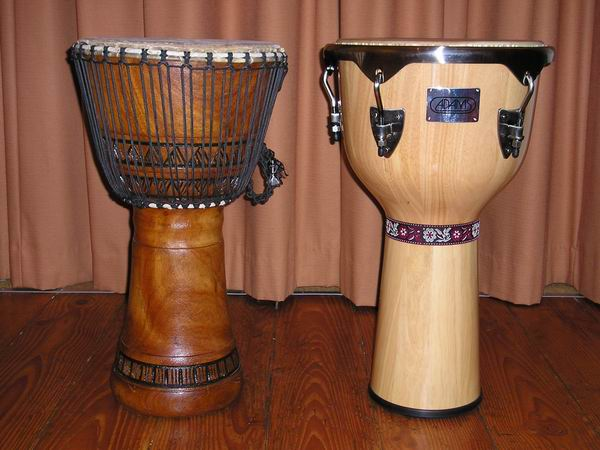
Барабани джембе з різним кріпленням мембрани.

Мембрана барабана може кріпитися до оббивки (корпусу) і регулюватися або за допомогою сучасних металевих обручів і болтів, або системою мотузок або ременів. Жорстке кріплення за допомогою цвяхів (як в бе-тайко) позбавляє барабан можливості налаштування.
Сучасні виробники випускають безліч модифікацій мембран (з різною вагою, товщиною, двошарові і т. д.) Всі вони по різному впливають на звучання інструменту.
Якщо мембран дві, одна з них може бути тонша і призначатися не для удару, а тільки для збільшення резонансу. Відносне налаштування ударної і резонансної мембрани впливає на звучання барабана: якщо резонансна налаштована вище власнаої частоти ударної мембрани, тривалість звучання (сустейн) збільшується. На малому барабані велике значення також має настройка підструнника (пружин, що додають характерне звучання інструменту).
Барабани, у яких використовують шкіряні мембрани, можна налаштувати, нагрівши шкіру (натяг) або окропивши водою (ослаблення).

## Техніка гри

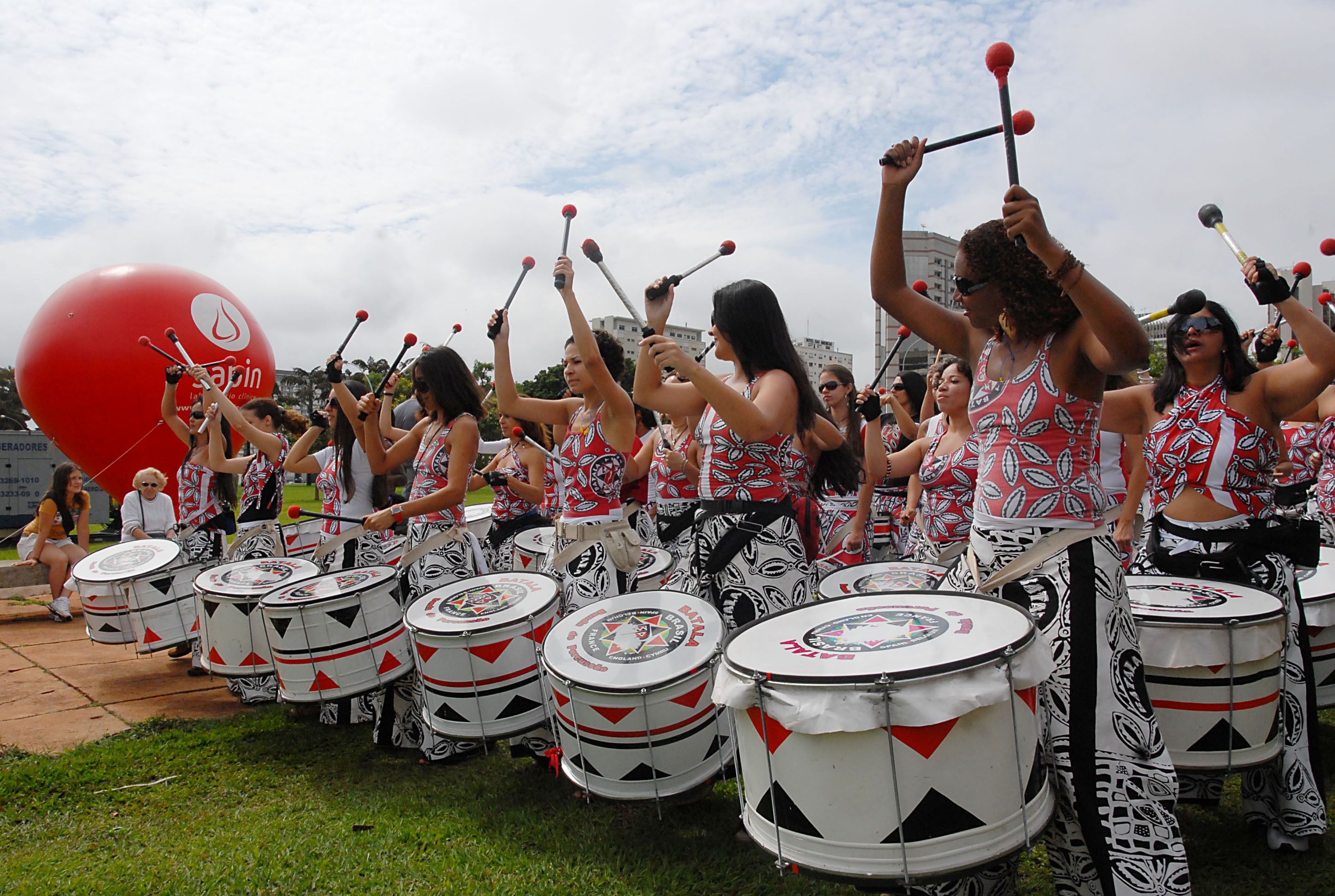
Колектив бразильських барабанщиць

Барабани можуть використовувати як в складі ритм-групи, так і як соло інструменту. Різні барабани входять до складу ансамблів, в тому числі — складаються виключно з ударних інструментів. Вони забезпечують необхідний інструментальний колорит і динаміку, а також розширюють коло ритмічних й ударних ефектів.
На барабанах можна грати, б'ючи долонею або паличками, виготовленими з деревини або синтетичних матеріалів.
Гра долонями вимагає вмілого чергування фокусування і розсіювання сили удару рукою, для високого і низького звуку необхідна напруга, для ляпанця — розслаблення кисті. Використовують і гру пальцями з використанням перекатів, тертя мембрани, клацань тощо.
При використанні паличок, залежно від ситуації і власних уподобань, барабанщик може застосовувати різні хвати паличок, і різні техніки нанесення удару.

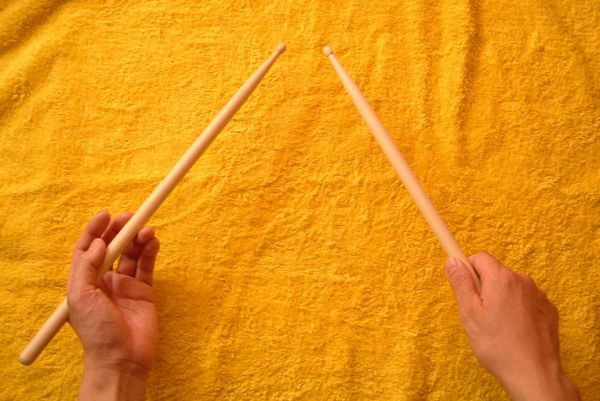
Традиційний хват паличок

- Традиційний (варіанти назви traditional, conventional, orthodox, rudimental grip) — виходить з традицій військових барабанщиків. Палички тримають не симетрично — так, щоб не заважав ремінь барабана.
- Симетричний захват (matched grip). Палиці тримають симетрично, паралельно між собою або під кутом. Цей захват використовують найчастіше, він має декілька варіантів:
  - Французький захват (French grip).
  - Німецький захват (German grip).
  - Американський захват.

Серед технік удару можуть бути виділені наступні:
- Техніка Меллера (англ. Moeller method). Названа на честь американського барабанщика Sanford Augustus «Gus» Moeller. Базується на природній роботі м'язів, без зайвих рухів і напруги.
- Метод Гладстоуна[21]. Базується на знаходженні точки балансу палички та контролі її відскоку.
- Залежно від груп м'язів, які використовують, поділяють пальцеву, ремінець, ліктьову техніки[22].

Крім паличок, в разі потреби використовують різні щітки, калатала або спеціальні пруткові палички, рути (в англомовній літературі Rute).
Основою навчання та гри на барабанах служать барабанні рудименти — спеціальні прийоми гри, які становлять певну послідовність різних (наприклад, акцентованих і не акцентованих) ударів. Найпростіший барабанний рудимент — барабанний дріб, що являє собою почергові удари. Крім нього, до відомих рудиментів відноситься Double Stroke Roll (двохударний дріб), що являє собою чергування двох ударів однією рукою і двох ударів іншою рукою.
Ритмічні партії, що накладаються на закінчену функціонально-гармонійну структуру носять назву «квадрат». Уривки, що виконуються секцією ударних інструментів маршового оркестру, називаються каденціями (drum cadence).

## Барабани в культурі

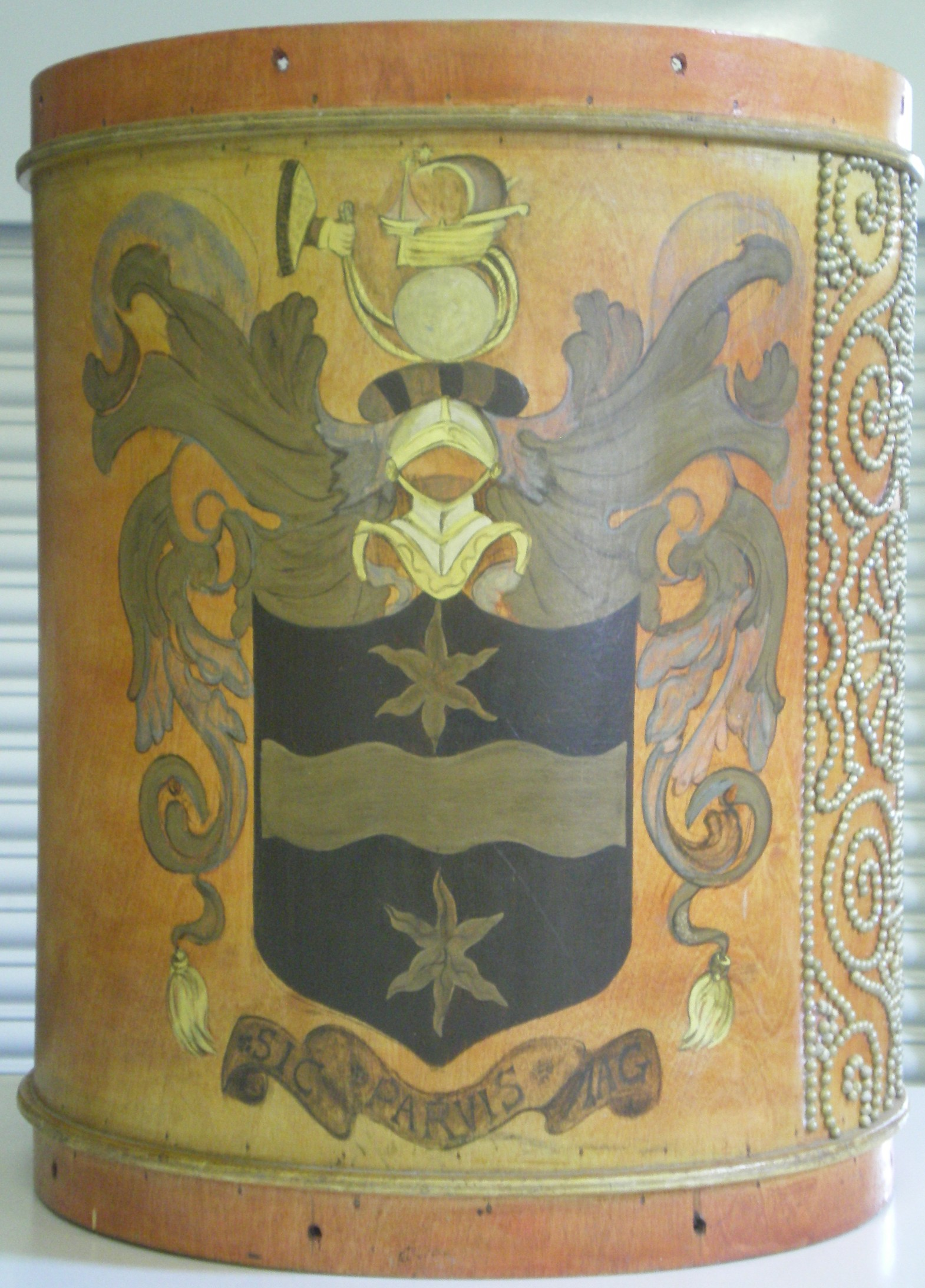
Копія барабана Дрейка

Барабани згадуються в різних творах мистецтва і культури: піснях, книгах, кінофільмах, мультфільмах, картинах, навіть на марках, пам'ятниках, гербах і афішах.
Книги, казки, легенди
У романі Гюнтера Грасса «Бляшаний барабан» барабан — подарунок герою є основою сюжету, знятий за цим романом фільм отримав Гран-Прі МКФ і премію «Оскар».
«The Walking Drum» — новела в стилі вестерн Луїса Ламуре, що описує подорож торгового каравану під звуки маршу.
| Ми часто співали під час маршу, і нас завжди супроводжував звук похідного барабана — звук, який я чую все своє життя, так глибоко він проник в мою душу … Оригінальний текст (англ.) We often sang as we marched, and there was always the sound of the walking drum, a sound I shall hear all my life, so deeply is it imbedded in the fibers of my being... |

Л. М. Толстой написав казку «Працівник Омелян і порожній барабан», де барабан Омеляна веде за собою царське військо. Після того, як барабан був зламаний, солдати розбігаються.
Барабани (тарабани) згадуються в сучасному польському гімні: Już tam ojciec do swej Basi // Mówi zapłakany // Słuchaj jeno, pono nasi // Biją w tarabany. Тарабани — традиційні козацькі барабани. Це слово використовували Іван Франко та Богдан-Ігор Антонич.
В Англії існує легенда про барабан Френсіса Дрейка. Вона розповідає про барабан, взятий Дрейком в навколосвітню подорож. Зараз барабан зберігається в Бакленд-Еббі, і, коли Англія буде в небезпеці і хтось вдарить в барабан, Дрейк повернеться, щоб захистити країну. Легенда також стверджує, що звук барабана чути під час війни або інших значних подій.
Вірші, пісні
Борис Гребенщиков заспівав про дарбуку:

І більше ні слова про всі ці звуки.

Так пощадить Господь розум всіх,

Граючих на тарабуке!

А Марина Цвєтаєва написала два вірші під назвою «Барабан»:

За богемским містам — 

Або то не барабан 

(Гори нарікають? Камені шепочуть?) 

А в серцях смиренних чеських — 

Гні — ву 

Грім: 
 — Де 

Мій 

Дім? 

Прислів'я, приказки, фразеологізми
- Як барабан не сурми — все одно толку не буде.
- Солдатам, що малим хлопцям, і барабан в потіху.
- По барабану[32]
- Прапор тобі в руки і барабан на шию[33]

Ігри
Ігри-симулятори ігри на барабанах входять в серії Rock Band, Guitar Hero, існують ігрові автомати Drum Mania.

Зображення барабанів в творах культури
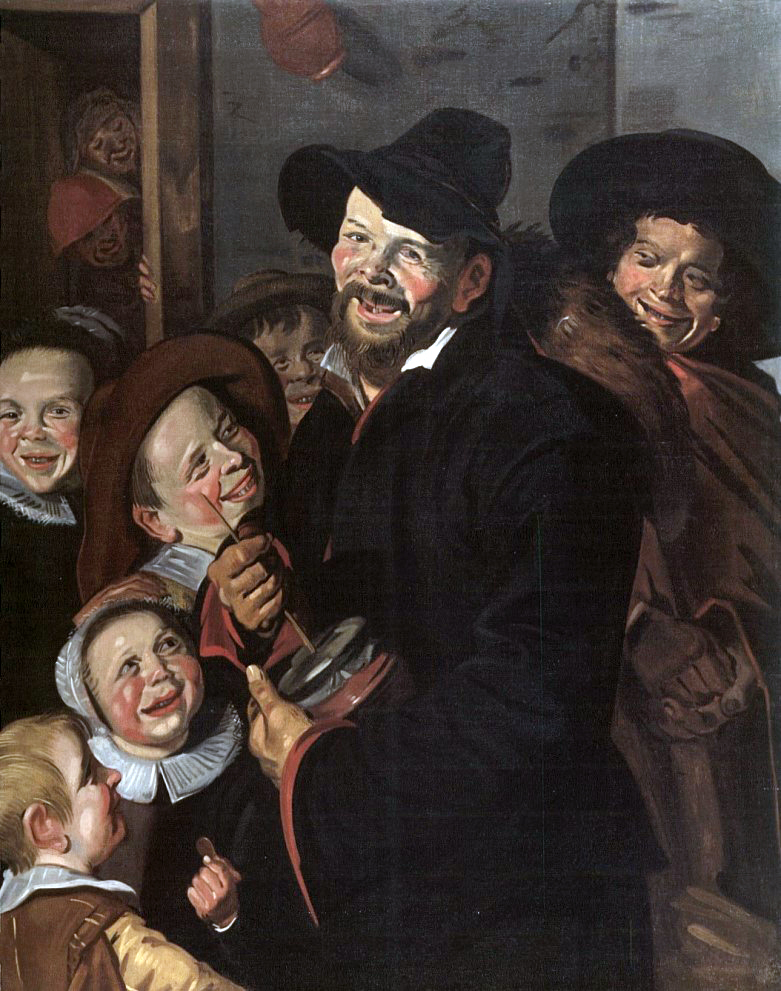
Чоловік з фрикційним барабаном на картині Франса Халса
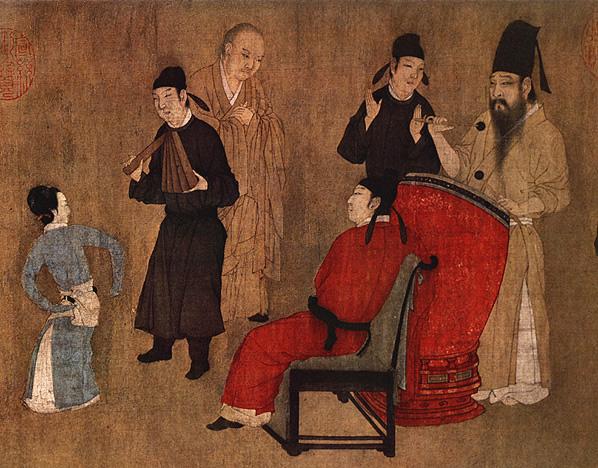
Китайський барабанщик грає танцюючою жінці. Сувій періоду імперії Сун.
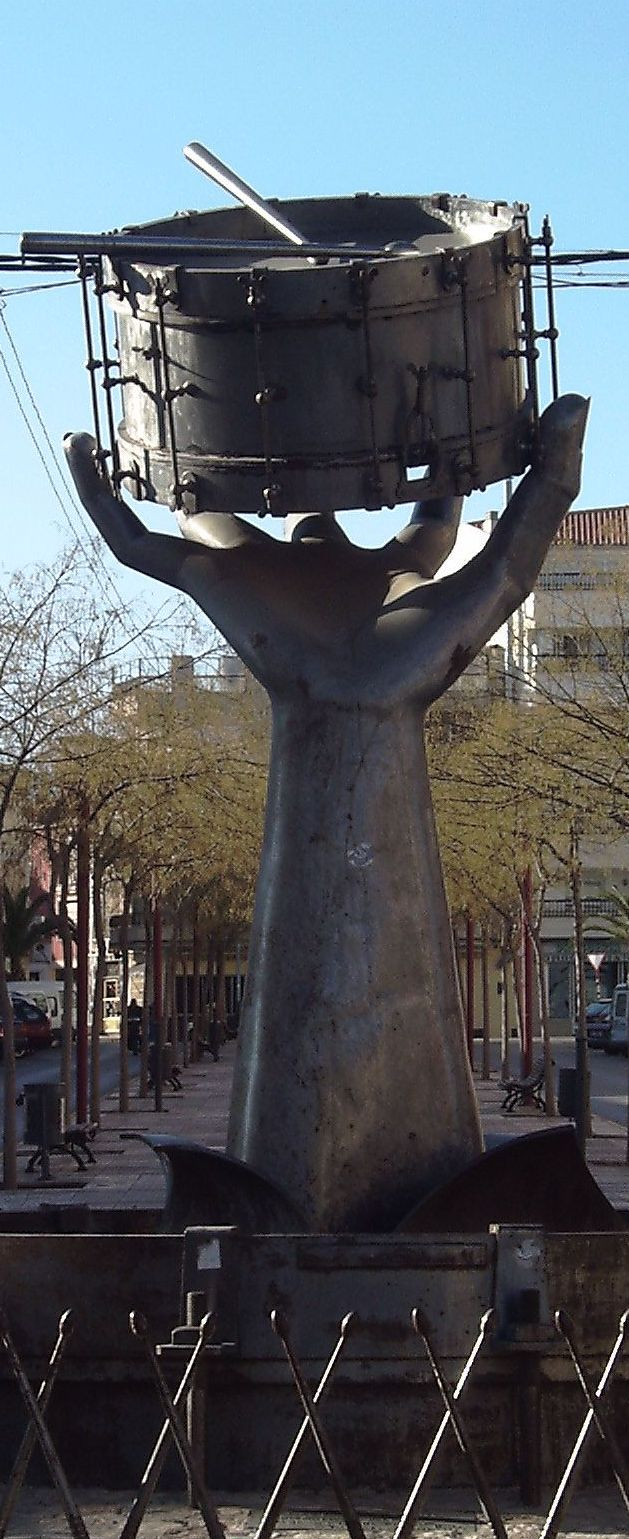
Пам'ятник барабану в Альбасете
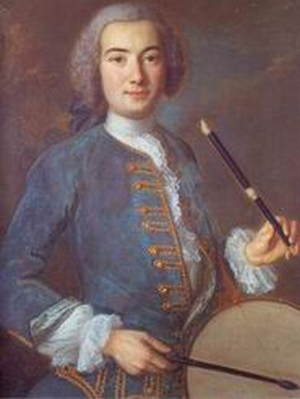
Музикант з флейтою та тамбурин ом на картині XVIII століття
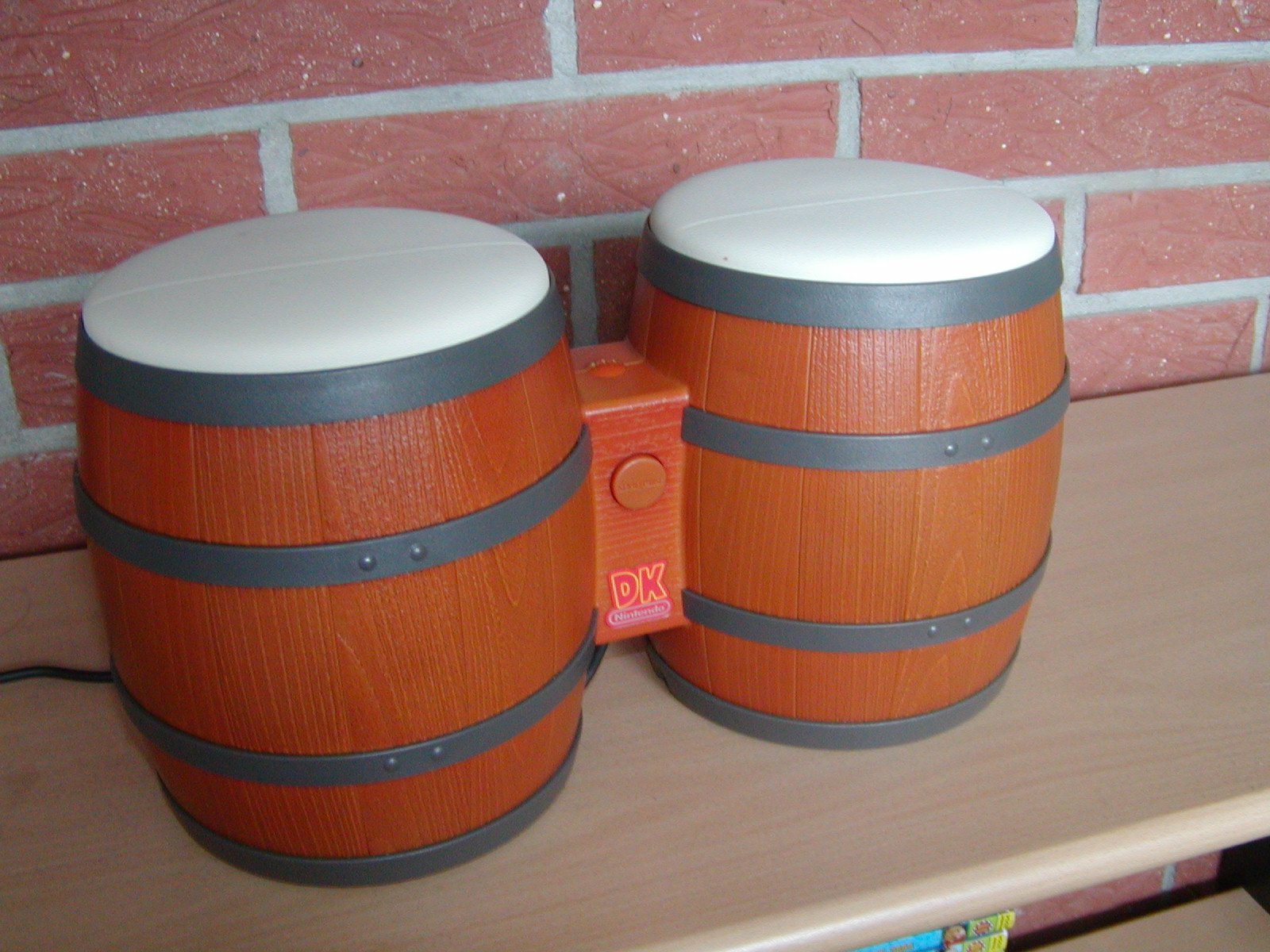
Барабани бонго — ігровий контроллер приставки Nintendo GameCube

## Барабани в українській народній музиці

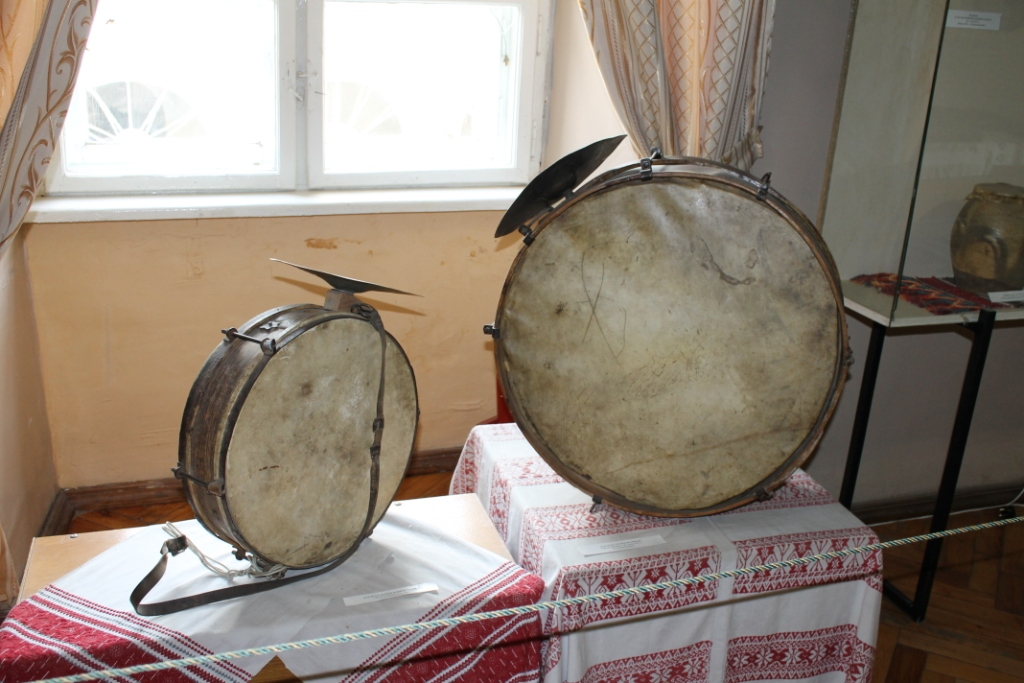
Барабан з тарілкою, музей народних інструментів в Ужгороді

Характерною рисою будови народних барабанів є їх розподіл на: більші (діаметром близько 70—75 см), середні (відповідно, — 55—65 см, притаманні традиціям західно-українських регіонів) та менші (діаметром у межах 40—45 см, характерні для решти української території). Для української народної музики характерне використання барабана з тарілкою. Він широко застосовується в ансамблях троїстих музик та оркестрах народних інструментів і має різні назви: на Поділлі — бухало, у центральній і східній Україні — барабан, на Гуцульщині — бубон, бубонь, бубень, на Бойківщині — бубон. Техніка гри на більших та середніх барабанів з тарілкою спрощена, позбавлена ускладнених ритмічних фігур і мелізматики, тоді як менші дозволяють досягати високої технічної вправності та імпровізаційної вільності, що максимально наближує фактуру ритмічного супроводу на барабані до технічно розгорнутих і ускладнених імпровізацій.